# Steve Sullivan
Steve Sullivan, född 6 juli 1974 i Timmins i Ontario, är en kanadensisk ishockeyforward som listades i NHL-draften 1994 av New Jersey Devils i den nionde rundan som 233:e spelare totalt.
Debuten i NHL skedde hösten 1995 i New Jersey Devils som han representerade i 1 ½ säsong innan han byttes bort till Toronto Maple Leafs. I Toronto började han producera fler poäng och spelade drygt tre säsonger för klubben.
Säsongen 1999–00 blev det åter en ny klubb för Sullivan, denna gången Chicago Blackhawks. I Blackhawks fick Sullivan sitt stora genombrott och gjorde bland annat 75 poäng säsongen 2000–01. Tillsammans med Michael Nylander bildade Sullivan ett effektivt radarpar som producerade många poäng för Blackhawks. Till fansens stora förvåning så byttes han bort mitt under säsongen 2003–04 och hamnade då i Nashville Predators där han spelade fram till säsongen 2010–11. Sammanlagt har Sullivan spelat 890 matcher i NHL:s grundserie och på dessa noterats för 682 poäng.
Sullivan har på senare år ofta drabbats av olika typer av skador och han missade hela säsongen 2007–08 och återkom till spel först under andra halvan av säsongen 2008–09. Samma säsong fick han utmärkelsen Bill Masterton Memorial Trophy. Säsongen 2011–12 skrev han på för Pittsburgh Penguins. Den 4 juli 2012 skrev han på ett ett-årskontrakt med Phoenix Coyotes.
Sullivan har även spelat för Kanadas landslag i VM 2000 och 2001.

## Klubbar
- Phoenix Coyotes 2012–2013
- Pittsburgh Penguins 2011–2012
- Nashville Predators 2004–2011
- Chicago Blackhawks 2000–2004
- Toronto Maple Leafs 1997–2000
- New Jersey Devils 1995–1997, 2012–2013